# 11 (àlbum)
Eleven és un disc del músic canadenc Bryan Adams ha estat publicat el 2008.
Segons la web del cantant s'ha escollit aquest títol, ja que és el número onze, és el mes de naixement del música, …

## Cançons de l'àlbum
1. "Tonight We Have the Stars"
2. "I Thought I'd Seen Everything"
3. "I Ain't Losing the Fight"
4. "Oxygen"
5. "We Found What We Were Looking for"
6. "Broken Wings"
7. "Something to Believe In"
8. "Mysterious Ways"
9. "She's Got a Way"
10. "Flower Grown Wild"
11. "Walk on By"
12. "Way of the World" [UK Bonus Track]